# Josefina Fontecilla
Josefina Fontecilla Nieto (Santiago de Chile, 25 de septiembre de 1962) es una artista visual y fotógrafa chilena que ha incursionado principalmente en el arte contemporáneo, el minimalismo y el arte conceptual.

## Vida y obra
Estudió licenciatura en artes plásticas en la Universidad de Chile, que posteriormente complementaría con un máster en artes visuales en la misma institución. Además, fue alumna de Eugenio Dittborn.
En algunos de sus trabajos «ha incorporado elementos no usuales como los signos que evidencian el paso del tiempo sobre los objetos, tales como la decoloración por la acción del sol sobre telas y revestimientos que hablan de las formas que por largo tiempo las cubrieron». Ha incursionado en distintos formatos y materiales, entre ellos, el uso de instalaciones, fotografías y la manipulación de géneros. De acuerdo al crítico de arte Alberto Madrid —refiriéndose a La Aurora de Chile— las obras de Josefina «resignifican el género pintura, el óleo es reemplazado en la coloración de las telas».
Exposiciones y distinciones
Ha participado en varias exposiciones individuales y colectivas durante su carrera, entre ellas la I Bienal de Arte Joven de Buenos Aires (1989), la VIII Bienal Internacional de Arte SIART en Bolivia (2001), la Bienal de Arte de Praga (2003) y las muestras Crónicas de la Materia en el Museo de Arte Contemporáneo de Santiago (2001) y Lirios en el Museo Nacional de Bellas Artes de Chile (2005), entre otras exposiciones en Chile, Estados Unidos, América Latina y Europa.
El año 2002 recibió una nominación al Premio Altazor de las Artes Nacionales en la categoría instalación y videoarte por Crónicas de la materia.